# Tajemnice Palm Springs
Tajemnice Palm Springs (ang. Hidden Palms) – serial telewizyjny emitowany przez amerykańską telewizję the CW. 8 sierpnia 2007 r. rozpoczęła się emisja tego serialu na platformie Cyfrowego Polsatu w stacji Fox Life. Na początku planowano nakręcenie 13 odcinków ale ilość ich spadła do 8 i na tylu epizodach stacja poprzestała. Serial nie będzie już nagrywany.

## Miejsce kręcenia zdjęć
Serial był kręcony w mieście Palm Springs w Kalifornii.
Z powodu wysokich kosztów filmowania w Palm Springs zdjęcia zostały przeniesione do studia w Phoenix w stanie Arizona.

## Fabuła
Serial opowiada o nastolatku pochodzącym z bogatej rodziny, którego życie zmienia się kompletnie jednej nocy, w której na jego oczach ojciec popełnia samobójstwo. Rok po tym wydarzeniu Johnny Miller wraz z matką i ojczymem przeprowadza się do Palm Springs. Miasto wygląda jak raj na ziemi, jest tam wiele pól golfowych, basenów, ekskluzywnych restauracji i dyskotek. Z biegiem czasu Johnny odkrywa sekrety i kłamstwa swoich sąsiadów oraz zagmatwaną historię poprzedniego mieszkańca jego domu.

## Obsada
| Aktor              | Rola           |
| ------------------ | -------------- |
| Taylor Handley     | Johnny Miller  |
| Michael Cassidy    | Cliff Wiatt    |
| Amber Heard        | Greta Matthews |
| Leslie Jordan      | Jesse Jo       |
| Sharon Lawrence    | Tess Wiatt     |
| D.W. Moffett       | Bob Hardy      |
| Gail O'Grady       | Karen Hardy    |
| Ellary Porterfield | Liza Witter    |
| Cheryl White       | Helen Witter   |
| Tessa Thompson     | Nikki Barnes   |
| J.D. Pardo         | Eddie Nolan    |

## Spis odcinków
| Premiera odcinka | N/o | Polski tytuł          | Angielski tytuł     |
| ---------------- | --- | --------------------- | ------------------- |
|                  |     |                       |                     |
| SERIA PIERWSZA   |     |                       |                     |
|                  |     |                       |                     |
| 08.08.2007       | 01  | Nowe życie            | Pilot               |
|                  |     |                       |                     |
| 15.08.2007       | 02  | Duchy                 | Ghosts              |
|                  |     |                       |                     |
| 22.08.2007       | 03  | Przypadkowa impreza   | Party Hardy         |
|                  |     |                       |                     |
| 29.08.2007       | 04  | Wyznania              | What Liza Beneath   |
|                  |     |                       |                     |
| 05.09.2007       | 05  | Turniej golfowy       | Mulligan            |
|                  |     |                       |                     |
| 12.09.2007       | 06  | Niebezpieczne związki | Dangerous Liaisons  |
|                  |     |                       |                     |
| 19.09.2007       | 07  | Rozterki kobiet       | Stand By Your Woman |
|                  |     |                       |                     |
| 26.09.2007       | 08  | Druga szansa          | Second Chances      |
|                  |     |                       |                     |